# Tipasa aurata
Tipasa aurata är en fjärilsart som beskrevs av George Francis Hampson 1926. Tipasa aurata ingår i släktet Tipasa och familjen nattflyn. Inga underarter finns listade i Catalogue of Life.